# Tisiphone helena
Tisiphone helena är en fjärilsart som beskrevs av Arthur Sidney Olliff 1888. Tisiphone helena ingår i släktet Tisiphone och familjen praktfjärilar. Inga underarter finns listade i Catalogue of Life.

## Bildgalleri

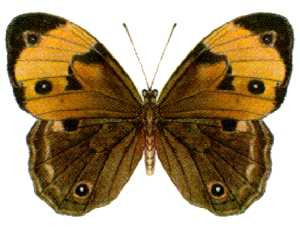